# Pansarrörgänga

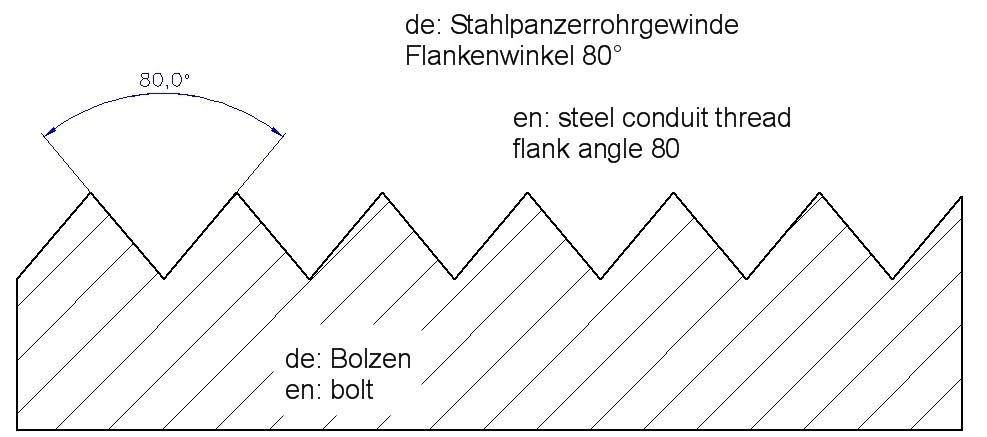
Pansargänga

Pansargänga (efter tyskans Stahlpanzerrohrgewinde) är en standard för gängor, oftare kallas PG-gänga. Standarden skapades i Tyskland och därefter användes flera i olika länder, till exempel den tyskspråkiga zonen (Tyskland, Schweiz, Österrike) och angränsande europeiska länder. Den vanligaste användningen i dag för PG gängor är kabelförskruvningar.
Standarden, definierad av Deutsches Institut für Normung (DIN, tyska institutet för standardisering), är DIN 40430. Storleken anges med prefix PG plus ett nominellt nummer som ungefär motsvarar den maximala kabeldiametern i millimeter som kan föras genom genomföringen.
| Gänga   | ytter- diameter (i mm) | Gängor per tum | Inner- diameter (i mm) | Kabel- diameter (i mm) |
| ------- | ---------------------- | -------------- | ---------------------- | ---------------------- |
| Pg 7    | 12,5                   | 20             | 11,28                  | 03 – 6,5               |
| Pg 9    | 15,2                   | 18             | 13,86                  | 04 – 8                 |
| Pg 11   | 18,6                   | 18             | 17,26                  | 05 – 10                |
| Pg 13,5 | 20,4                   | 18             | 19,06                  | 06 – 12                |
| Pg 16   | 22,5                   | 18             | 21,16                  | 10 – 14                |
| Pg 21   | 28,3                   | 16             | 26,78                  | 13 – 18                |
| Pg 29   | 37,0                   | 16             | 35,48                  | 18 – 25                |
| Pg 36   | 47,0                   | 16             | 45,48                  |                        |
| Pg 42   | 54,0                   | 16             | 52,48                  |                        |
| Pg 48   | 59,3                   | 16             | 57,78                  |                        |